# Unión Valenciana
Unión Valenciana (en valenciano, Unió Valenciana; UV) fue un partido político español de ámbito valenciano, tradicionalmente considerado como regionalista, si bien en 2008 pasó a definirse como nacionalista, término que había rechazado hasta entonces para evitar confundirse con "los movimientos independentistas". A lo largo de su historia fue siendo asociado a posiciones relacionadas con el populismo conservador y el anticatalanismo, habiendo oscilado la formación entre un regionalismo vinculado al nacionalismo español y un «protonacionalismo» valencianista de carácter más centrista. Desde 2011 se encontraba 'unido en el mismo proyecto' con el Partido Popular, manteniendo una mínima estructura, hasta que a mediados de 2014 dejó de funcionar totalmente, aunque sin llegar a formalizar su disolución legal.
Su ámbito político era la Comunidad Valenciana. No obstante su mayor apoyo lo obtuvo tradicionalmente en la provincia de Valencia, con resultados discretos en Castellón y sin éxito en Alicante. Tuvo su mayor éxito a finales de la década de 1980 y principios de la de 1990 (bajo el liderazgo de Vicente González Lizondo): UV tuvo representación en el Congreso de los Diputados y las Cortes Valencianas, así como una importante representación municipal (en especial la de Valencia), con muchas alcaldías en la Comunidad Valenciana. Su acercamiento al Partido Popular durante la década de 1990, que culminó con la llegada del PP a la alcaldía de Valencia y la presidencia de la Generalidad Valenciana gracias al denominado Pacto del Pollo, la muerte de Vicente González Lizondo, y la gestión de los dirigentes posteriores, provocaron que el partido fuera disminuyendo progresivamente su implantación, hasta descender a unos resultados electorales testimoniales.

## Historia e ideología

### Fundación y crecimiento (1982-1986): la Coalición Popular.
En 1977 se funda la Unió Regional Valencianista (URV), partido que agrupaba a todo el valencianismo contrario a las tesis fusterianistas, sin importar la ideología de sus miembros; en este partido militaron entre otros Miguel Ramón Izquierdo (que fue uno de sus líderes y último alcalde bajo el régimen franquista de Valencia) y Vicente González Lizondo. Sin embargo, tras el I Congreso de la URV en octubre de 1979, se impuso por mayoría la corriente más progresista y nacionalista, desembocando en una refundación del partido en la que cambió su nombre por el de Esquerra Nacionalista Valenciana y buena parte de su ideario, adoptando una línea fuertemente izquierdista y nacionalista. Esto provocó la salida del sector más conservador y regionalista, encabezado por el propio Miguel Ramón Izquierdo.
El 1 de noviembre de 1980 se reunieron en el local de la asociación "Valencia-2000" representantes de varias entidades culturales que formaron una "Junta Permanent d'Unio Valenciana", con la intención de unificar a todo el valencianismo, de la que formaron parte Miguel Ramón Izquierdo, Vicente Ramos (representante por la provincia de Alicante), Salvador Llácer Baixauli (representante por la provincia de Castellón), Francesc Domingo Ibáñez (presidente de Valencia 2000), Pasqual Martín Villalba (presidente del Grup d'Accio Valencianista), Francisco Nieto Edo (presidente de la Coordinadora d'Entitats Culturals del Regne de Valéncia) y Francisco Giner Mengual (representante de la Lliga Internacional d'Ensenyança).
En diciembre de 1980, Miguel Ramón Izquierdo remarcaría que Unió Valenciana era un movimiento cultural que agrupaba a unas cincuenta entidades valencianas "en la defensa de la identidad del pueblo valenciano para defender el carácter innegociable de los símbolos, la denominación de Reino de Valencia, el himno valenciano, la Real Señera, el respeto a las provincias y la existencia de dos lenguas, la valenciana y la castellana". Ramón Izquierdo y Vicente Ramos informaron también que Unió Valenciana había nacido sin la intención de convertirse en un partido político, pero avisaban de que si los partir
dos políticos no hacían una política valenciana y valencianista, el movimiento valencianista crearía su propio partido.
Después de dos años de actividad asociativa, y ante la inminente convocatoria de elecciones generales anticipadas en plena descomposición del partido gobernante UCD, Unión Valenciana pasa a constituirse como partido político el 30 de agosto de 1982. Este nuevo partido surgía como heredero del movimiento anticatalanista del periodo conocido, durante la Transición Española, como Batalla de Valencia con la finalidad de reivindicar la "identidad valenciana". El partido fue fundado entre otros, por Vicente González Lizondo, María Dolores García Broch y Miguel Ramón Izquierdo.
Su primera participación electoral tuvo lugar en las elecciones generales de 1982 en coalición con Alianza Popular y el Partido Demócrata Popular, obteniendo dos escaños. Esta coalición se mantuvo en las primeras elecciones autonómicas celebradas en 1983.

### Auge (1986-1999): el periodo parlamentario.
Ya en solitario se presenta a las elecciones generales de 1986 dónde consigue un acta de diputado en la persona de su presidente y fundador, Miguel Ramón Izquierdo. Tras este hecho se produce un efecto de consolidación electoral que le lleva a mejorar sus resultados obteniendo dos diputados en las elecciones generales de 1989, anticipado por sus resultados en las elecciones al Parlamento Europeo de 1989, en las que obtuvo 116.575 votos (6,79%) encabezando la candidatura de la Federación de Partidos Regionales, y convirtiéndose en la tercera fuerza política valenciana en las autonómicas de 1991 con más de un 10% de los votos. En las elecciones locales de este año, se convirtió en la tercera fuerza de la ciudad de Valencia, a un concejal del Partido Popular, que con el apoyo de UV arrebató la alcaldía a la lista más votada, la del PSOE.

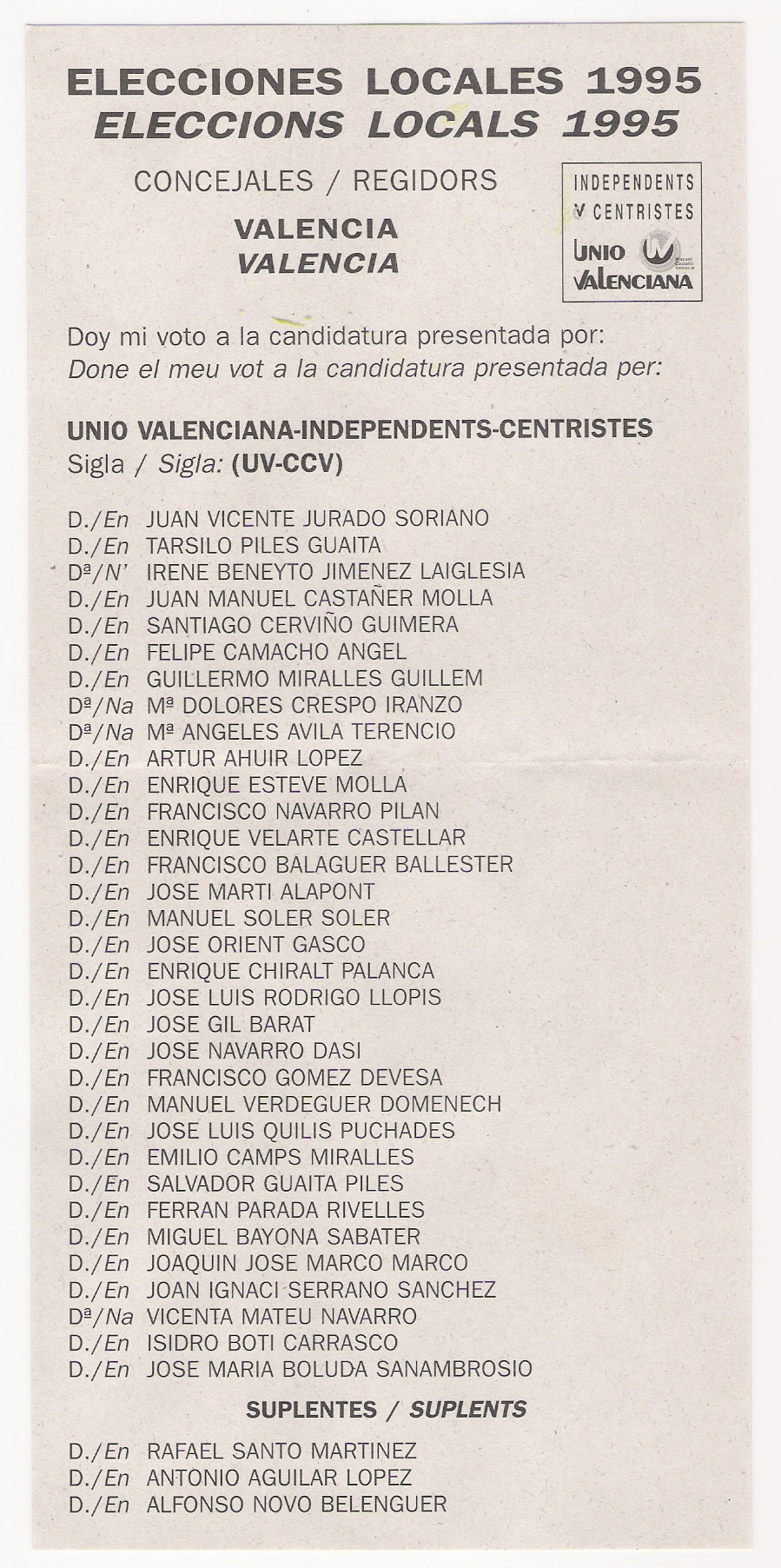
Lista de UV CCV a las elecciones locales de 1995 en el municipio de Valencia.

El punto decisivo de su trayectoria política se produce tras las elecciones autonómicas de 1995 cuando, a pesar de un descenso en sus resultados, la victoria del PP con mayoría simple la hace fundamental para la gobernabilidad de la Comunidad Valenciana. Tras la firma del denominado Pacto del Pollo, UV se incorpora al gobierno del PP en la Generalidad Valenciana y logra la Presidencia de las Cortes Valencianas.
| Evolución del número de escaños en las Cortes Valencianas |      |      |      |
| Circunscripción / Año                                     | 1987 | 1991 | 1995 |
| Alicante                                                  | 0    | 0    | 0    |
| Castellón                                                 | 0    | 1    | 1    |
| Valencia                                                  | 6    | 6    | 4    |
| TOTAL                                                     | 6    | 7    | 5    |

Sin embargo, en el interior del partido, la posición de Lizondo se vio debilitada, seguramente debido a su estado de salud, como evidenció el desmayo que sufrió en las Cortes y al distanciamiento de los principios que originaron el nacimiento de este partido. Obligado por las circunstancias, González Lizondo, quien poco antes había expulsado a las juventudes del partido, la Joventut Valencianista, por considerarlas demasiado nacionalistas, cedió la presidencia del partido al presidente de las Cortes Héctor Villalba, quien no estaba considerado anticatalanista e incluso compartía ciertas ideas con el valencianismo político dentro del contexto de la tercera vía del nacionalismo valenciano. La disputa acabaría con la expulsión del partido de Lizondo, en noviembre de 1996. Lizondo moriría un mes después de su expulsión.
Esta situación fue aprovechada por el Partido Popular, que inició un proceso de fagocitación de UV mediante el cual numerosos dirigentes de UV (entre ellos la consejera de agricultura María de los Ángeles Ramón-Llin) fueron pasando poco a poco a las filas del PP. Otros dirigentes de UV en cambio siguieron fieles al proyecto hasta su desaparición de la vida pública como el que fue presidente de las Cortes Valencianas Héctor Villalba, el concejal del Ayuntamiento de Valencia, Társilo Piles, o el consejero de Agricultura, Pesca y Alimentación Salvador Ortells.

### Decadencia (1999-2007): el periodo municipal

Logotipo de Unión Valenciana hacia 1999

Como fruto de todo ello, la Unión Valenciana de Héctor Villalba perdió la representación parlamentaria en las elecciones autonómicas de 1999, al bajar sus resultados electorales bajaron hasta un 4,76% de los votos, lo que, por estar por debajo del listón electoral del 5%, le impidió tener representación. A estas elecciones concurrió también Alternativa Valenciana, grupo constituido por afines a la figura del fallecido González Lizondo que no se habían integrado en el PP, obteniendo un 0,28% de los votos. La suma de ambos habría supuesto un 5,04% que habría permitido a UV obtener tres diputados autonómicos y mantener su representación parlamentaria hasta 2003.
A esta derrota electoral le sucedieron otras, no volviendo a tener representación más que a nivel local desde entonces. Al dimitir Villalba, la presidencia del partido pasó a manos de José María Chiquillo, que devolvería a UV a sus postulados ideológicos originales. Para mejorar los resultados electorales en las elecciones de 2003 se agruparon con partidos regionalistas aunque tampoco lograron superar el umbral del 5% de votos necesarios para obtener representación en las Cortes Valencianas.
Finalmente, en las elecciones generales de 2004 renunciaron a presentar lista al Congreso a cambio de la inclusión de José María Chiquillo como independiente en las listas para el Senado del Partido Popular.
Debido a unas traumáticas elecciones internas Chiquillo abandonó el partido llevándose con él el acta de senador generándose una profunda crisis institucional dentro de Unión Valenciana, que quedó bajo la dirección de Joaquín Ballester Sanz, concejal por la localidad valenciana de Paterna. A finales de abril de 2006 Joaquín Ballester dimitía y después de una asamblea celebrada en mayo del mismo año, resultaba elegido como nuevo presidente nacional del partido el concejal de Náquera, José Manuel Miralles.

### Descomposición (2007-2014)

Logotipo de Unión Valenciana en la década de los 2000

En 2007, el partido rechazó una coalición electoral con Coalición Valenciana de cara a las elecciones autonómicas de dicho año, presentándose en cambio con Los Verdes-Ecopacifistas y Unión de Centro Liberal, obteniendo sólo 22.615 votos (0,9%), muy por debajo de los 72.594 (3%) cosechados en las elecciones de 2003, pero por encima de los resultados del partido ultra. No se presentaron a las elecciones generales de 2008.
Después de no presentarse a las elecciones generales de 2008, Unió Valenciana se presentó en solitario a las elecciones europeas de 2009, bajo el lema "Trau-li punta a Europa". Obtuvo 6.072 votos (0,04% de los votos a candidaturas), de los que 3.664 (0,35%) vinieron de la provincia de Valencia, donde fue la octava fuerza política.
En 2011 anunció que no se presentaría a las elecciones autonómicas y municipales de ese año por falta de financiación económica y bajas de militantes. Unión Valenciana no había fallado nunca a unas elecciones autonómicas y municipales desde 1987.
En abril de 2011 Miralles y Francisco Camps comparecieron juntos para anunciar la unión de los proyectos de UV y PP. En respuesta a esas declaraciones, el secretario general, Luís Melero anunció que intentarían expulsar a Miralles del partido para intentar evitar que las siglas fueran absorbidas por el Partido Popular. Mientras, regidores y militantes de UV que querían presentarse a las elecciones locales de 2011, anunciaban su presencia en listas de otros partidos, mayoritariamente Units x Valéncia, que absorbió en su totalidad los colectivos de Carcagente, Torrente y otros, a la vez que presentaban, en su lista de Silla al secretario general de Unión Valenciana, Lluís Melero. También hubo militantes que pasaron a PP, CDL, el PSD y Coalició Valenciana, pero en menor medida.
En compensación al apoyo prestado durante la campaña electoral, Francisco Camps nombró en junio de 2011 a José Manuel Miralles director general de Desarrollo Estatutario, cargo que ejerce de forma simultánea a la presidencia de UV.
Ante las elecciones generales de 2011 las juventudes del partido iniciaron en el mes de septiembre de 2011 una campaña de captación de los avales necesarios para poder presentar sus candidaturas, en contra del criterio de Miralles. Finalmente el partido no obtuvo avales suficientes y no pudo presentarse en ninguna circunscripción, y en esta ocasión no recomendó el voto para ningún otro partido. A partir de ese momento la actividad del partido pasa a ser meramente testimonial, con el único objeto de mantener teóricamente en activo un partido del que Miralles continuara siendo presidente.
En junio de 2014, el nuevo presidente autonómico Alberto Fabra cesó de su cargo como director general a José Manuel Miralles. Desde esa fecha el partido, aun subsistiendo legalmente, queda plenamente inactivo, cerrando su sede y su página web y sin que sus ya escasos militantes volvieran a reunirse.[cita requerida]

## Resultados electorales
| Fecha | Votos provincia Castellón                                        | %                                                                | Dipu- tados                                                      | Votos provincia Valencia                                         | %                                                                | Dipu- tados                                                      | Votos provincia Alicante                                         | %                                                                | Dipu- tados                                                      | Votos total Comunidad Valenciana                                 | %                                                                | Dipu- tados | +/- | Candi- dato              | Posición                     |
| ----- | ---------------------------------------------------------------- | ---------------------------------------------------------------- | ---------------------------------------------------------------- | ---------------------------------------------------------------- | ---------------------------------------------------------------- | ---------------------------------------------------------------- | ---------------------------------------------------------------- | ---------------------------------------------------------------- | ---------------------------------------------------------------- | ---------------------------------------------------------------- | ---------------------------------------------------------------- | ----------- | --- | ------------------------ | ---------------------------- |
| 1983  | Presentó candidaturas en listas conjuntas con Coalición Popular. | Presentó candidaturas en listas conjuntas con Coalición Popular. | Presentó candidaturas en listas conjuntas con Coalición Popular. | Presentó candidaturas en listas conjuntas con Coalición Popular. | Presentó candidaturas en listas conjuntas con Coalición Popular. | Presentó candidaturas en listas conjuntas con Coalición Popular. | Presentó candidaturas en listas conjuntas con Coalición Popular. | Presentó candidaturas en listas conjuntas con Coalición Popular. | Presentó candidaturas en listas conjuntas con Coalición Popular. | Presentó candidaturas en listas conjuntas con Coalición Popular. | Presentó candidaturas en listas conjuntas con Coalición Popular. | 5/89        | -   | -                        | Oposición                    |
| 1987  | 7.815                                                            | 3,13                                                             | 0                                                                | 170.866                                                          | 14,95                                                            | 6                                                                | 4.917                                                            | 0,80                                                             | 0                                                                | 183.598 (#4)                                                     | 9,14                                                             | 6/89        | 1   | Filiberto Crespo         | Oposición                    |
| 1991  | 12.953                                                           | 5,26                                                             | 1                                                                | 184.379                                                          | 16,44                                                            | 6                                                                | 10.794                                                           | 1,74                                                             | 0                                                                | 208.126 (#3)                                                     | 10,36                                                            | 7/89        | 1   | Héctor Villalba          | Oposición                    |
| 1995  | 12.218                                                           | 4,41                                                             | 1                                                                | 138.032                                                          | 10,45                                                            | 4                                                                | 15.706                                                           | 2,11                                                             | 0                                                                | 165.956 (#4)                                                     | 7,01                                                             | 5/89        | 2   | Vicente González Lizondo | Gobierno de coalición con PP |
| 1999  | 11.681                                                           | 4,44                                                             | 0                                                                | 81.681                                                           | 6,56                                                             | 0                                                                | 12.757                                                           | 1,76                                                             | 0                                                                | 106.119 (#4)                                                     | 4,68                                                             | 0/89        | 5   | Héctor Villalba          | Extraparlamentario           |
| 2003  | 5.843                                                            | 2,06                                                             | 0                                                                | 52.662                                                           | 3,96                                                             | 0                                                                | 14.089                                                           | 1,80                                                             | 0                                                                | 72.594 (#5)                                                      | 3,03                                                             | 0/89        |     | Valero Eustaquio         | Extraparlamentario           |
| 2007a | 1.542                                                            | 0,54                                                             | 0                                                                | 12.609                                                           | 0,94                                                             | 0                                                                | 8.472                                                            | 1,06                                                             | 0                                                                | 22.789 (#4)                                                      | 0,95                                                             | 0/99        |     | José Manuel Miralles     | Extraparlamentario           |

a En coalición con Los Verdes Ecopacifistas.
Notas:
-En 1982 se presenta dentro de la Coalición Popular, junto a Alianza Popular y Partido Demócrata Popular.
-Entre 1986 y 2000 se presenta en solitario.
-En 2004 solicita el voto para el Partido Popular y José María Chiquillo es elegido senador como independiente dentro de las listas de este partido.
-En 2008 y 2011 no se presenta a las elecciones generales, y no solicita el voto para ningún otro partido.
-En 2003 habría obtenido un diputado por Valencia si no existiera ese límite mínimo.
-En 2011 no se presenta y solicita el voto para el Partido Popular.
| Fecha | Votos provincia Castellón                                      | %                                                              | Dipu- tados                                                    | Votos provincia Valencia                                       | %                                                              | Dipu- tados                                                    | Votos provincia Alicante                                       | %                                                              | Dipu- tados                                                    | Votos total Comunidad Valenciana                               | %                                                              | Dipu- tados | +/-         | Candi- dato              |
| ----- | -------------------------------------------------------------- | -------------------------------------------------------------- | -------------------------------------------------------------- | -------------------------------------------------------------- | -------------------------------------------------------------- | -------------------------------------------------------------- | -------------------------------------------------------------- | -------------------------------------------------------------- | -------------------------------------------------------------- | -------------------------------------------------------------- | -------------------------------------------------------------- | ----------- | ----------- | ------------------------ |
| 1982  | Presentó candidaturas en listas conjuntas con Alianza Popular. | Presentó candidaturas en listas conjuntas con Alianza Popular. | Presentó candidaturas en listas conjuntas con Alianza Popular. | Presentó candidaturas en listas conjuntas con Alianza Popular. | Presentó candidaturas en listas conjuntas con Alianza Popular. | Presentó candidaturas en listas conjuntas con Alianza Popular. | Presentó candidaturas en listas conjuntas con Alianza Popular. | Presentó candidaturas en listas conjuntas con Alianza Popular. | Presentó candidaturas en listas conjuntas con Alianza Popular. | Presentó candidaturas en listas conjuntas con Alianza Popular. | Presentó candidaturas en listas conjuntas con Alianza Popular. | 2/29        | -           | -                        |
| 1986  |                                                                | 0,5                                                            | 0                                                              | 61.266                                                         | 5,12                                                           | 1                                                              |                                                                | 0,3                                                            | 0                                                              | 64.403 (#5)                                                    | 3,08                                                           | 1/31        | 1           | Miguel Ramón Izquierdo   |
| 1989  |                                                                | 1,3                                                            | 0                                                              | 137.710                                                        | 11,48                                                          | 2                                                              |                                                                | 0,6                                                            | 0                                                              | 144.924 (#5)                                                   | 6,84                                                           | 2/31        | 1           | Vicente González Lizondo |
| 1993  |                                                                | 1,7                                                            | 0                                                              | 102.999                                                        | 7,53                                                           | 1                                                              |                                                                | 0,6                                                            | 0                                                              | 112.341 (#4)                                                   | 4,61                                                           | 1/31        | 1           | Vicente González Lizondo |
| 1996  |                                                                | 2,0                                                            | 0                                                              |                                                                | 5,6                                                            | 1                                                              |                                                                | 0,5                                                            | 0                                                              | 91.575 (#4)                                                    | 3,54                                                           | 1/32        | Sin cambios | José María Chiquillo     |
| 2000  |                                                                |                                                                | 0                                                              |                                                                |                                                                | 0                                                              |                                                                |                                                                | 0                                                              | 57.830 (#5)                                                    | 2,38                                                           | 0/32        | 1           | José María Chiquillo     |

Notas:
-En 1983 se presenta dentro de la Coalición Popular, junto a Alianza Popular, Partido Demócrata Popular y Unión Liberal.
-Entre 1987 y 2003 se presenta en solitario.
-En 1991 Miquel Ramón Quiles de UV, es elegido senador por designación autonómica.
-En 1995 Vicente González Lizondo es elegido presidente de las Cortes Valencianas, y el partido gobierna en coalición con el PP.
-En 1999 habría obtenido dos diputados por la provincia de Valencia y uno por la provincia de Castellón si no existiera el mínimo legal de un 5% de los votos totales para obtener diputados.

## Escisiones

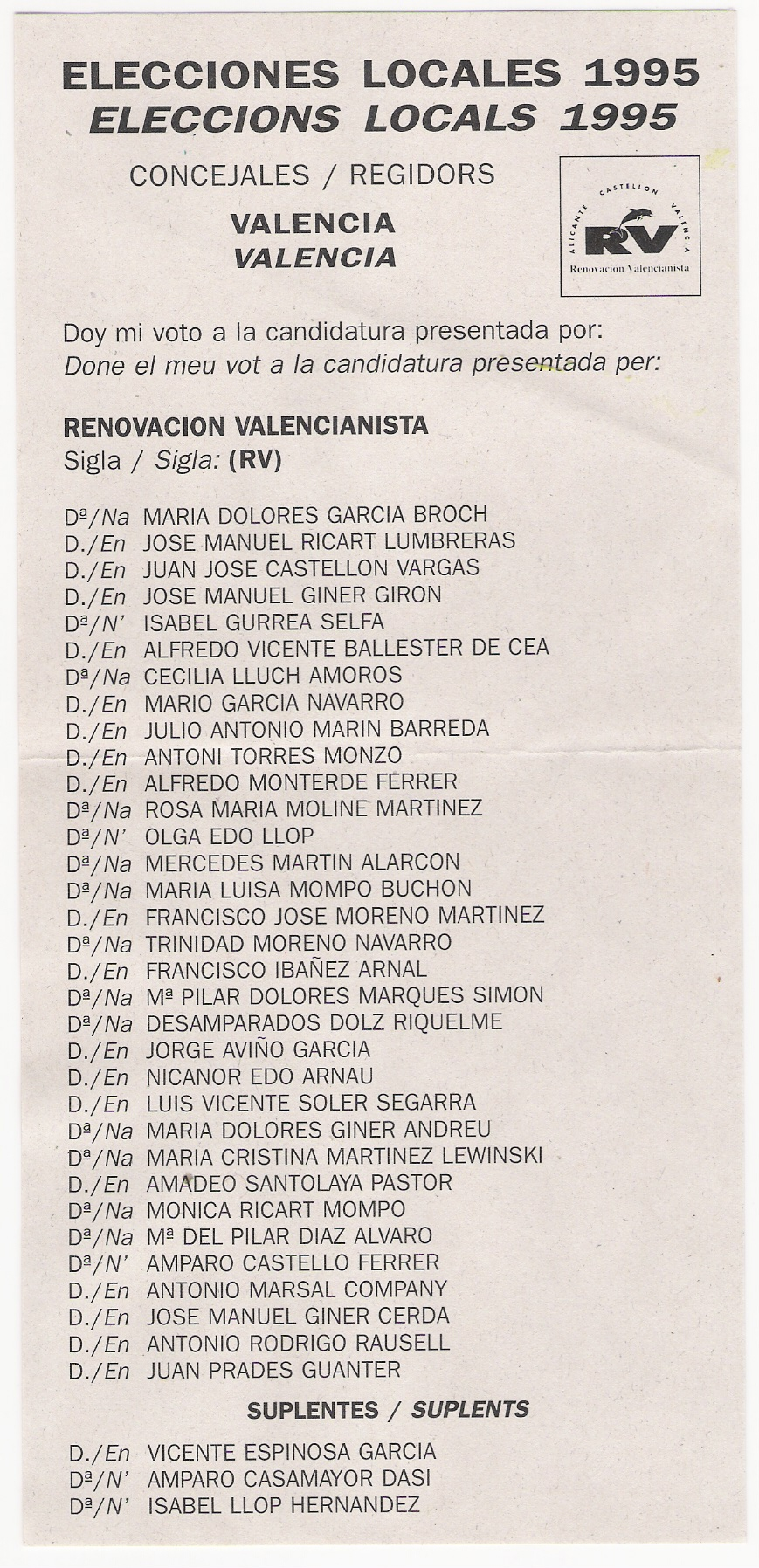
Papeleta de RV. Elecciones municipales de 1995.

Desde principios de la década de 1990 UV empezó a sufrir numerosas escisiones y fugas de militantes, resultando en la fundación de una decena de nuevos partidos con escaso resultado electoral:
- Unió Nacionalista Valenciana, 1990. Se presentó a las elecciones a las Cortes Valencianas en el año 1991, con 2.248 votos (0,1%),[22] en una lista encabezada por Antonio García Carpio,[23] y a las elecciones locales del mismo año, con 1.215 votos (0,06%), obteniendo dos regidores.[24] Después de estas elecciones, la formación desapareció.
- Renovació Valencianista, 1994 (Dolores García Broch y Joan Ignasi Culla).[25] En las elecciones locales de 1995 sumó 2.248 votos, obteniendo un regidor.[26] Integrado en Coalición Valenciana en 2005.
- Iniciativa de Progrés de la Comunitat Valenciana, 1997 (Miguel Zaragozá). Integrado en el PP en 1998.
- Alternativa Valenciana, 1998 (Rafael Navarro). Reintegrado en Unió Valenciana en 2005.
- Identidad del Reino de Valencia, 2000 (Miguel Zaragozá). Integrado en Coalición Valenciana en 2005, reintegrado en Unió Valenciana en 2007, y nuevamente independiente desde 2008.
- Partido Regional de la Comunidad Valenciana, 2002. (José Manuel Ricart). Integrado en Coalición Valenciana en 2005.
- Opció Nacionalista Valenciana, 2005 (Carles Choví). Refundado como Units x Valéncia en 2008.
- Unió de Progrés per la Comunitat Valenciana, 2005 (José María Chiquillo). Integrado en el PP en 2008.
- Acció Nacionalista Valenciana, 2006 (Miquel Real). El partido permanece en activo.
- UNIO, 2011 (Raul Cerdà). Se presenta como el partido sucesor natural de Unió Valenciana, manteniendo un nombre similar y el logotipo con el que concurrió en las últimas convocatorias electorales en las que participó.